# Sandrine Arcizet
Sandrine Arcizet est une professeur de fitness et animatrice de télévision française, née le 11 décembre 1976 à Argenteuil (Val-d'Oise).

## Biographie
Sandrine Arcizet est née le 11 décembre 1976 à Argenteuil.
Après des études en communication ainsi qu’un brevet d’État des métiers de la Forme, Sandrine Arcizet exerça le métier de professeur de fitness dans plusieurs salles de gym parisiennes, puis travailla dans une agence de communication avant de devenir animatrice sur la chaîne Direct 8.

### Gym Direct(2005-2025)
L’émission matinale diffusée sur la chaîne TNT nationale Direct 8 du 2 avril 2005 au 7 octobre 2012, depuis le 7 janvier 2013 sur D8, et depuis le 5 septembre 2016 sur C8 consiste en un cours de renforcement musculaire d’environ une demi-heure. Sandrine Arcizet est à la présentation de l’émission en alternance avec Constant (coach Zen), Kévin (coach danse fitness) et Mohamed (coach sport intense).
Gym Direct était en 2006 l’une des émissions les plus regardées de la chaîne et était devenue le seul programme télévisé de gym en France depuis « l’échec » en 2005 de l’émission Hit Forme qui était diffusée sur M6. D’abord programmée le week-end, l’émission devint quotidienne à partir de 2007. Gym Direct fait également partie des programmes les plus revus — en replay — de la chaîne C8.
La dernière de l’émission a lieu le 28 février 2025.

### Les Animaux de la 8(2005-2025)
C’est aux côtés d’Élodie Ageron que Sandrine Arcizet co-anime l’émission animalière Les Animaux de la 8.
L’émission est lancée sur Direct 8 en septembre 2005 et fait partie des programmes qui furent renouvelés après le rachat de la chaîne en 2012 par le groupe Canal+.
Plusieurs prime-times appelés La grande soirée des animaux furent diffusés sur Direct8 et D8.
En décembre 2017, C8 diffuse en prime Les incroyables naissances des bébés animaux suivi en deuxième partie de soirée de Les petits animaux de la 8.
Le 23 février, elle et Élodie Ageron présentent leurs dernières émissions à la suite de la fermeture de C8.

### Autres émissions
Embarquement porte 8 était en 2005 une émission de la chaîne Direct8 dont Sandrine Arcizet partageait la présentation avec Alexandre Carré. C’est lors de cette émission que Sandrine Arcizet se lia d’amitié avec Élodie Ageron, qui était assistante de programmation sur l’émission. Elles imaginent ensemble une émission animalière appelée "Les animaux de la 8" et décident de la co-animer.
Le 10 avril 2013, elle participe à l’émission Voyage au bout de la nuit à l’occasion de la journée Le Grand Switch qui fêtait les six mois d’existence de la chaîne télévisée D8 depuis son rachat par le groupe Canal+. Tout comme Élodie Ageron avec qui elle co-anime Les Animaux de la 8, Sandrine Arcizet y fit la lecture d’un livre en rapport avec leur émission, à savoir : les Fables de La Fontaine.
Entre septembre 2013 et juin 2016, elle anime une chronique sur le monde animalier intitulée « Les animaux du Grand 8 » dans l’émission Le Grand 8, devenue ensuite « La Coach du Grand 8 ».
Le 18 septembre 2014, elle participe à un numéro « Spécial célébrités : Animatrices D8 » de l’émission Le Maillon faible présenté par Julien Courbet sur D8. Sandrine Arcizet jouait aux côtés de 8 autres animatrices de la chaîne au profit de l’association Vaincre la mucoviscidose.
Depuis la rentrée 2017, elle fait quelques apparitions dans l'émission William à Midi présenté par William Leymergie pour présenter une chronique animaux. 

## Émissions de télévision
- 2005 : Embarquement porte 8, sur Direct 8 avec Alexandre Carré
- 2005-2025 : Les Animaux de la 8, sur Direct 8 puis D8 puis C8, avec Élodie Ageron
- 2005-2025 : Gym Direct, sur Direct 8 puis D8 puis C8 : un des animateurs de fitness
- 2011-2013 : La grande soirée des animaux, sur Direct 8 puis D8 avec Élodie Ageron
- 2013 : Voyage au bout de la nuit, sur D8
- 2013-2016 : Le Grand 8, sur D8 : chroniqueuse
- 2017-2025 : William à midi !, sur C8 : chroniqueuse
- 2017 : Les incroyables naissances des bébés animaux, sur C8 avec Élodie Ageron
- 2017 : Les Petits Animaux de la 8, sur C8 avec Élodie Ageron
- 2018-2025 : Animaux à adopter : nouvelle famille pour une nouvelle vie, sur C8 avec Élodie Ageron
- 2020 : Vétos de campagne, sur C8 avec Élodie Ageron
- 2020 : 100 jours avec les animaux, sur C8 avec Élodie Ageron
- Depuis 2025 : Animaux à adopter : nouvelle famille pour une nouvelle vie, sur TMC avec Élodie Ageron
- Depuis 2025 : Bonjour ! La Matinale TF1, sur TF1 : chroniqueuse

## Publicités
- Tractive (2024)